# Marco Schällibaum
Marco Schällibaum (ur. 6 kwietnia 1962 w Zurychu) – szwajcarski piłkarz grający na pozycji prawego obrońcy. W swojej karierze rozegrał 31 meczów w reprezentacji Szwajcarii, w których strzelił 1 gola.

## Kariera piłkarska
Swoją karierę piłkarską Schällibaum rozpoczął w klubie Grasshoppers Zurych. W 1980 roku awansował do pierwszego zespołu i w sezonie 1980/1981 zadebiutował w jego barwach w pierwszej lidze szwajcarskiej. W debiutanckim sezonie wywalczył z Grasshoppers wicemistrzostwo Szwajcarii. W sezonie 1981/1982 po raz pierwszy w karierze został mistrzem kraju, a w sezonie 1982/1983 wywalczył dublet (mistrzostwo oraz Puchar Szwajcarii). W sezonie 1983/1984 ponownie został mistrzem.
W 1985 roku Schällibaum przeszedł z Grasshoppers do FC Basel. W klubie z Bazylei grał przez dwa sezony. W 1987 roku został zawodnikiem Servette FC. W pierwszym sezonie gry w Servette wywalczył wicemistrzostwo Szwajcarii. W Servette grał do końca sezonu 1992/1993. W 1993 roku odszedł do FC Luzern. W 1995 roku zakończył w nim swoją karierę.
| Sezon   | Klub                | Rozgrywki      | Kraj       | Mecze | Gole |
| ------- | ------------------- | -------------- | ---------- | ----- | ---- |
| 1980/81 | Grasshoppers Zurych | Nationalliga A | Szwajcaria | 18    | 0    |
| 1981/82 | Grasshoppers Zurych | Nationalliga A | Szwajcaria | 16    | 0    |
| 1982/83 | Grasshoppers Zurych | Nationalliga A | Szwajcaria | 21    | 1    |
| 1983/84 | Grasshoppers Zurych | Nationalliga A | Szwajcaria | 29    | 1    |
| 1984/85 | Grasshoppers Zurych | Nationalliga A | Szwajcaria | 21    | 0    |
| 1985/86 | FC Basel            | Nationalliga A | Szwajcaria | 29    | 2    |
| 1986/87 | FC Basel            | Nationalliga A | Szwajcaria | 29    | 3    |
| 1987/88 | Servette FC         | Nationalliga A | Szwajcaria | 33    | 1    |
| 1988/89 | Servette FC         | Nationalliga A | Szwajcaria | 32    | 0    |
| 1989/90 | Servette FC         | Nationalliga A | Szwajcaria | 33    | 0    |
| 1990/91 | Servette FC         | Nationalliga A | Szwajcaria | 35    | 0    |
| 1991/92 | Servette FC         | Nationalliga A | Szwajcaria | 19    | 0    |
| 1992/93 | Servette FC         | Nationalliga A | Szwajcaria | 35    | 0    |
| 1993/94 | FC Luzern           | Nationalliga A | Szwajcaria | 29    | 1    |
| 1994/95 | FC Luzern           | Nationalliga A | Szwajcaria | 0     | 0    |

## Kariera reprezentacyjna
W reprezentacji Szwajcarii Schällibaum zadebiutował 9 marca 1982 roku w wygranym 1:0 towarzyskim meczu z Liechtensteinem, rozegranym w Balzers. W swojej karierze grał w eliminacjach do Euro 84, do MŚ 1986, do Euro 88 i do MŚ 1990. Od 1982 do 1988 roku rozegrał w kadrze narodowej 31 meczów, w których strzelił 2 gole.

## Kariera trenerska
Po zakończeniu kariery piłkarskiej Schällibaum został trenerem. Prowadził takie kluby jak: Stade Nyonnais, FC Basel, BSC Young Boys, Servette FC, FC Concordia Basel, FC Sion, FC Schaffhausen, AC Bellinzona, FC Lugano i kanadyjski Montreal Impact. Wraz z Montreal Impact wywalczył mistrzostwo Kanady w 2013 roku. W 2015 roku został trenerem FC Chiasso.